# Craugastor batrachylus
Espèce
Synonymes
- Eleutherodactylus batrachylus Taylor, 1940

Statut de conservation UICN

 DD  : Données insuffisantes
Craugastor batrachylus est une espèce d'amphibiens de la famille des Craugastoridae.

## Répartition
Cette espèce est endémique du Tamaulipas au Mexique. Elle se rencontre à 2 000 m d'altitude à Miquihuana.

## Publication originale
- Taylor, 1940 : A new Eleutherodactylid Frog from Mexico. Proceedings of the New England Zoological Club, vol. 18, p. 13-16.